# El Encinal Dos de Mayo
El Encinal Dos de Mayo är en ort i Mexiko.   Den ligger i kommunen San José Teacalco och delstaten Tlaxcala, i den sydöstra delen av landet, 110 km öster om huvudstaden Mexico City. El Encinal Dos de Mayo ligger 2 532 meter över havet och antalet invånare är 130.
Terrängen runt El Encinal Dos de Mayo är kuperad åt sydost, men åt nordväst är den platt. Runt El Encinal Dos de Mayo är det ganska tätbefolkat, med 230 invånare per kvadratkilometer. Närmaste större samhälle är Tlaxcala de Xicohtencatl, 13,3 km väster om El Encinal Dos de Mayo. I omgivningarna runt El Encinal Dos de Mayo växer i huvudsak blandskog.